# Гамбоа, Федерико
Федерико Гамбоа Иглесиас (исп. Federico Gamboa Iglesias; 22 декабря 1864, Мехико, Мексика — 15 августа 1939, там же) — мексиканский писатель, дипломат и государственный деятель, министр иностранных дел Мексики (1910 и 1913).

## Биография
Обучался по специализации «нотариус» в Национальной школе юриспруденции, однако из-за серьезных финансовых проблем в 1884 г. был вынужден оставить учебу и поступил на работу в качестве клерка в гражданский суд. В течение нескольких лет (1884—1888) он совмещал свою работу в офисе с журналистикой. В газете El Diario del Hogar вел собственную колонку под названием «Из моего стола», в которую он подписал с псевдонимом «La Corcadiere». Затем решил попробовать себя на государственной службе.
Осенью 1888 г. он становится сотрудником министерства иностранных дел: работал в дипломатических представительствах в Гватемале и Аргентине. С 1899 по 1902 гг. — поверенный в делах в Гватемале, в 1903 г. был назначен первым секретарем посольства Мексики в Соединенных Штатах. Затем до 1910 г. являлся послом в Гватемале, в апреле-мае 1910 г. исполнял обязанности министра иностранных дел. Являлся одним из организаторов празднования столетия независимости Мексики, после чего он был назначен послом Мексики в Бельгии и Нидерландах и специальным посланником в Испании.
В августе-сентябре 1913 г. занимал пост министра иностранных дел. Его дипломатическая карьера закончилась, когда он решил баллотироваться на пост вице-президента от Национальной католической партии вместе с генералом Эухенио Расконом, но к власти пришел генерал Викториано Уэрта.
В 1934—1939 гг. — президент Мексиканской академии языка. Автор романов «Внешние приличия» (1892), «Последняя кампания» (1894), «Высший закон» (1896), «Метаморфозы» (1896), «Язва» (1910), «Родной брат» (1928), «Мой дневник» (1938). В романах «Санта» (1903, мексиканский вариант «Нана» Эмиля Золя), «Реконкиста» (1907), драме «Месть земли» (1904) прослеживается критика социального неравенства.